# Ascalafo (figlio di Acheronte)

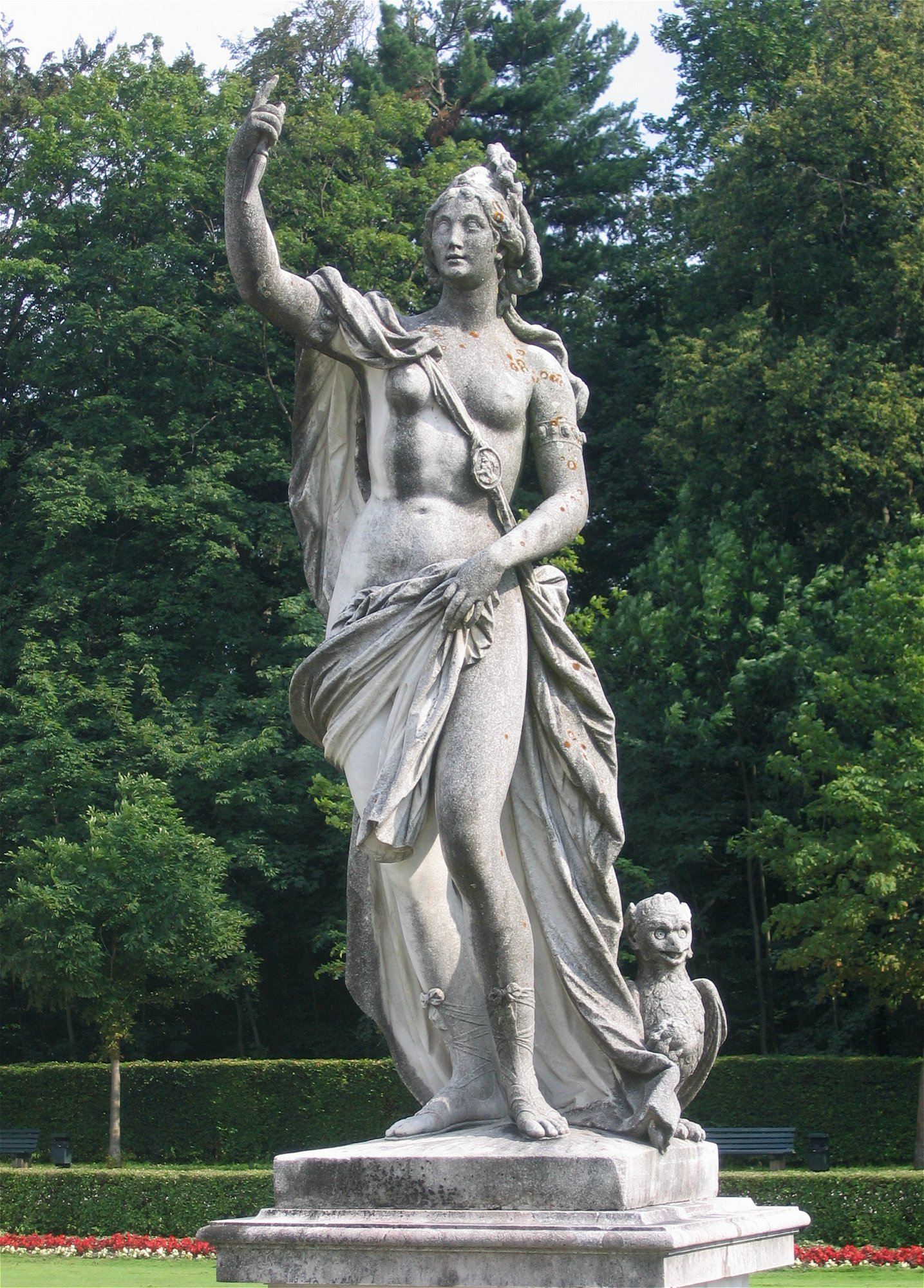
Persefone e il diavolo Ascalafo

Ascalafo è una figura della mitologia greca, era un demone figlio di Acheronte, il fiume degli inferi e di Gorgira o Orfne, che significa oscurità, ninfa d’Averno il ﬁume infernale.

## Il mito
Quando Ade concesse a Persefone di ritornare nel mondo dei vivi, le impose un'unica condizione: di non mangiare nulla. Ascalafo la vide rompere il giuramento e testimoniò presso Ade e Zeus che Persefone aveva mangiato i chicchi di melograno, cosa che la legò per sempre al regno dei morti.
Demetra, infuriata per aver perso per sempre la figlia, si vendicò schiacciandolo sotto un masso. Egli tuttavia non morì e venne salvato in seguito da Eracle che riuscì a spostare quell'enorme macigno. Secondo altre leggende venne trasformato in un allocco o, da Persefone che gli gettò addosso dell’acqua dello Stige, in una civetta.

### Fonti
- Ovidio, Metamorfosi 5,539
- Pseudo-Apollodoro, Libro I - 5, 3

### Moderna
- Robert Graves, I miti greci, Milano, Longanesi, ISBN 88-304-0923-5.
- Angela Cerinotti, Miti greci e di roma antica, Prato, Giunti, 2005, ISBN 88-09-04194-1.
- Anna Ferrari, Dizionario di mitologia, Litopres, UTET, 2006, ISBN 88-02-07481-X.
- Anna Maria Carassiti, Dizionario di mitologia classica, Roma, Newton, 2005, ISBN 88-8289-539-4.